# 粤赣荚蒾
粤赣荚蒾（学名：Viburnum dalzielii）为五福花科荚蒾属的植物，为中国的特有植物。分布在中国大陆的广东、江西等地，生长于海拔400米至1,100米的地区，常生于山坡灌丛中以及山谷林中，目前尚未由人工引种栽培。